# Дражко

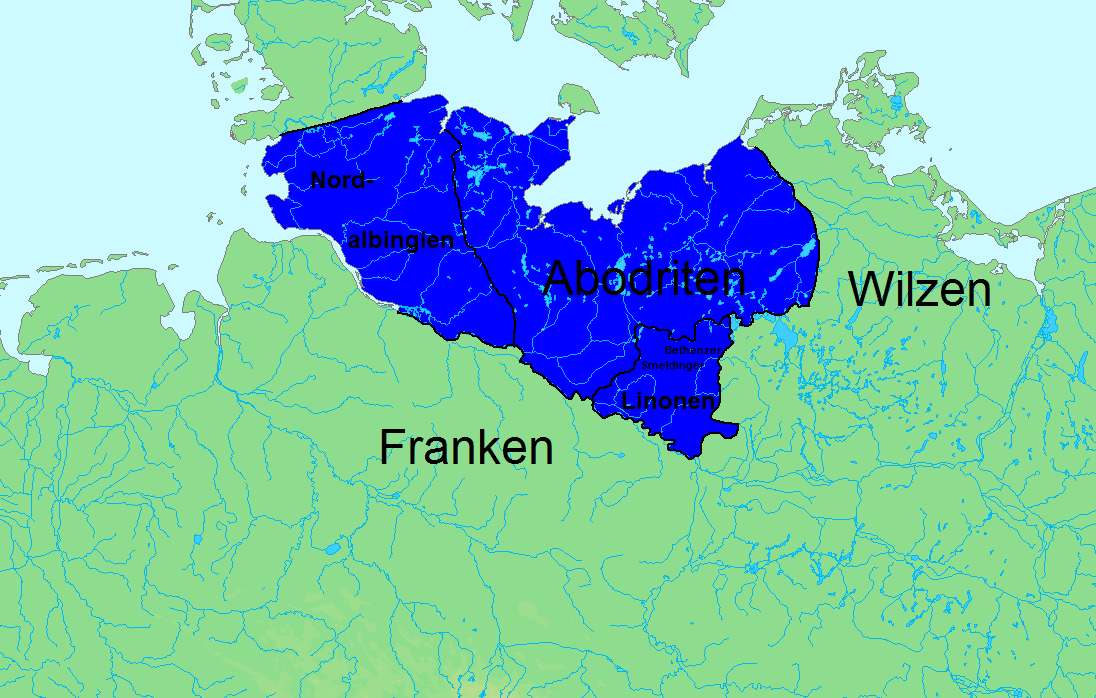
Владения ободритов во время правления князя Дражко

Дра́жко (лат. Thrasco, пол. Drożko; убит в 809, Рерик) — верховный князь ободритского союза племён (795—809).

## Биография

### Получение княжества
Современные Дражко исторические источники ничего не сообщают о его родственных связях с предшествовавшими ему князьями ободритов. Однако, согласно составленным в XVIII веке генеалогиям правителей Мекленбурга, он был старшим сыном князя ободритов Вышана и братом Годлава и Славомира.
Первое упоминание о Дражко в исторических источниках относится к 789 году, когда, по сообщению франкских анналов, он вместе с Вышаном и другими славянскими князьями прибыл в лагерь короля франков Карла Великого, совершавшего поход против правителя вильцев Драговита. После гибели в бою с саксами в 795 году своего отца, Дражко стал князем всего ободритского союза, в который, кроме самих ободритов, входили племена вагров, полабов, варнов, линонов (вероятно, глинян) и смельдингов (вероятно, смолинцев).

### Войны с саксами
Как верный союзник франков, Дражко принимал активное участие в Саксонских войнах. Главными противниками Карла Великого на последнем этапе этих войн были саксы из Нордальбингии. В 798 году, по приказу правителя Франкского государства, войско ободритов во главе с князем Дражко и государевым посланцем Эбурисом вторглось в Нордальбингию и в кровопролитном сражении на поле Свентана разгромило войско саксов. Число убитых мятежников составило по одним данным — 2901 человек, по другим — 4000.
Эта победа над нордальбингами стала одной из основных причин скорого подчинения саксов власти Карла Великого, что было отмечено и самим правителем франков: в этом же, 798 году, принимая при своём дворе в Тюрингии Дражко, он оказал князю-язычнику необычайные почести, а на состоявшемся в Холленштедте в 804 году государственном сейме император передал ободритам земли Нордальбингии, переселив оттуда во внутренние районы Франкской империи 10 000 саксов. На этом же собрании, по свидетельству франкских анналов, Карл Великий повелел всем остальным князьям балтийских славян признавать Дражко их верховным правителем. В 805 году император вновь уделил внимание славянским делам, издав в Тьонвиле капитулярий, согласно которому, местами торговли со славянами для франкских купцов могли быть только рынки в Бардовикке, Шезле и Магдебурге. Из них первые два находились вблизи границ с владениями Дражко. Таким образом, 804—808 годы были периодом наибольшего влияния ободритского союза в южно-балтийском регионе.

### Вторжение данов
Однако, столь значительный рост силы Дражко и его положение союзника Карла Великого, привело к столкновению ободритов с данами, король которых, Гудфред, в это время вёл войну с Франкской империей. Заключив союз с вильцами, многолетними врагами ободритов, а также с глинянами и смолинцами, в это время поднявшими мятеж против власти князя ободритов, правитель данов в 808 году вторгся в прибрежные земли ободритов, заставив Дражко бежать из своих владений. Гудфреду удалось захватить несколько ободритских градов, в том числе, и Рерик, главный торговый центр ободритского союза. При взятии этого города был пленён и по приказу короля данов повешен Годлав (Годелайб), которого мекленбургские генеалогии называли братом Дражко. По повелению Гудфреда Рерик был полностью разрушен, жившие в нём купцы переведены в Хедебю, а на захваченные данами владения ободритов была наложена дань. Одновременно с вторжением Гудфреда и вильцы разорили приграничные земли ободритов, где захватили большую добычу.
Несмотря на бегство князя Дражко, ободриты продолжили оказывать данам сопротивление и смогли уничтожить бо́льшую часть войска Гудфреда. Также и Карл Великий, в ответ на нападение на своего верного союзника, послал войско во главе со своим сыном Карлом Младшим в Саксонию. Однако император поручил ему без особой необходимости не вступать в сражение с данами, поэтому только после возвращения Гудфреда в Ютландию франкское войско перешло Эльбу. Целью Карла Младшего были земли мятежных глинян и смолинцев, но, потеряв во время похода много воинов, сын императора должен был возвратиться в Саксонию, так и не добившись подчинения этих племён власти Дражко.
Воспользовавшись слабостью своих союзников-ободритов, Карл Великий отнял у них Нордальбингию, в которой славяне ещё не успели закрепиться. Вскоре на этих землях, куда по приказу императора началось обратное переселение саксов, по обоим берегам Эльбы были организованы две пограничные марки — Саксонская и Датская — и начато строительство линии оборонительных укреплений, получившей название Саксонский рубеж.

### Последние годы
Вскоре после ухода данов, ещё в 808 году, Дражко возвратился в свои владения. Вновь признанный князем бо́льшей частью ободритов, он заключил мир с королём Гудфредом, дав ему в заложники своего сына, а также союз с саксами, от которых получил войско. С этим войском в 809 году Дражко выступил в поход на вильцев, опустошил их земли и возвратился обратно с богатой добычей. Вслед за этим, с ещё бо́льшим войском саксов, он совершил поход на смолинцев, разрушил их главный город, называемый во франкских анналах Коннобургом (лат. Connoburg), и принудил их к повиновению. Вслед за смолинцами о своей покорности князю Дражко объявили и другие племена ободритского союза, включая глинян.
Таким образом, Дражко удалось полностью восстановить свою власть над ободритами. Однако уже в этом же году он был убит в Рерике одним из людей короля данов Гудфреда, подосланным к князю своим господином. Хотя у Дражко был сын Цедраг, новым правителем ободритов стал Славомир, по свидетельству франкских анналов, захвативший власть в обход законного наследника княжества.